# Albert I de Meissen
Albert I (supranumit "cel Mândru") (n. 1158 – d. 24 iunie 1195), membru al dinastiei de Wettin, a fost margraf de Meissen de la 1190 până la moarte.
Tatăl lui Albert a fost Otto al II-lea de Meissen, iar mama sa Hedwiga de Brandenburg. Otto al II-lea nu avea intenția de a-l lăsa pe Albert să îi moștenească domeniile, preferându-l pe fratele mai mic al acestuia, Theodoric. Albert nu s-a împăcat cu această situație, drept pentru care a începutul un război împotriva tatălui și fratelui său. În 1188, el a reușit chiar să îl ia prizonier pe tatăl său, însă la ordinul împăratului Frederic I "Barbarossa", a fost nevoit să îl elibereze, fiindu-i totuși recunosc titlul. Cu toate acestea, conflictul cu fratele său a continuat.
După moartea fără urmași a lui Albert din 1195, Meissen, cu minele sale bogate, a fost ocupat de împăratul Henric al VI-lea de Hohenstaufen, devenind fief al Imperiului german. Până la urmă, Dietrich (Theodoric) a obținut posesia moștenirii sale, însă abia în 1198, ca urmare a morții prematura a lui Henric din 1197.

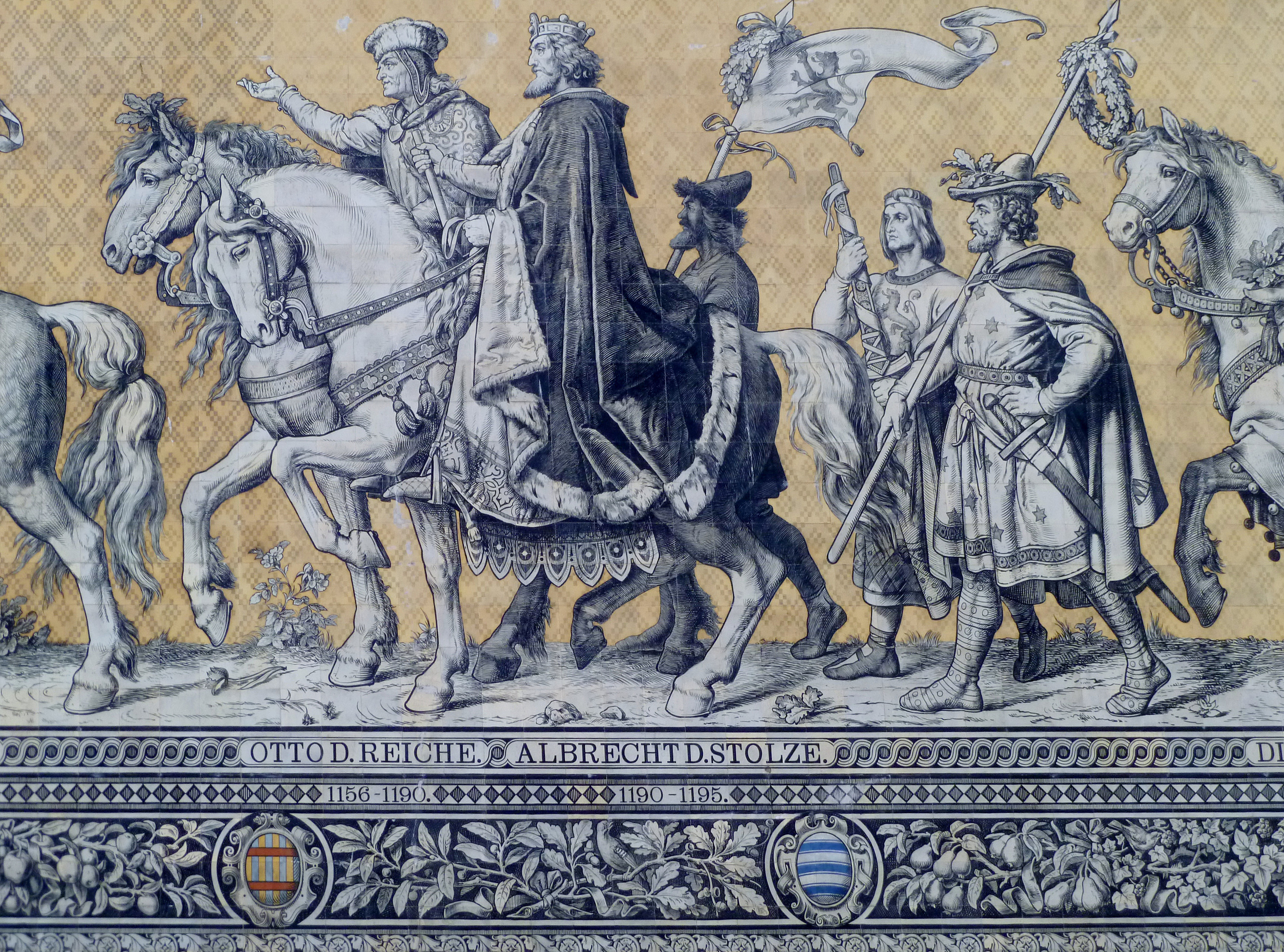
Otto II, Margrave of Meissen (1156–1190) and Albert, Margrave of Meissen (1190–1195); Fürstenzug, Dresden, Germany